# José Sanabria
José Sanabria (* 16. Februar 1963 in Morón, Venezuela) ist ein ehemaliger venezolanischer Boxer im Superbantamgewicht. 

## Profi
Am 30. März im Jahre 1984 gab er erfolgreich sein Profidebüt. Am 21. Mai des Jahres 1988 wurde er Weltmeister der IBF, als er Moises Fuentes Rocha durch technischen klassischen K. o. in Runde 6 bezwang. Diesen Gürtel verteidigte er zweimal und verlor ihn im März 1989 an Fabrice Bénichou durch geteilte Punktentscheidung.
Im Jahre 1996 beendete er seine Karriere.